# Wspólnota administracyjna Seelbach
Wspólnota administracyjna Seelbach – wspólnota administracyjna (niem. Vereinbarte Verwaltungsgemeinschaft) w Niemczech, w kraju związkowym Badenia-Wirtembergia, w rejencji Fryburg, w regionie Südlicher Oberrhein, w powiecie Ortenau. Siedziba wspólnoty znajduje się w miejscowości Seelbach, przewodniczącym jej jest Klaus Muttach.
Wspólnota administracyjna zrzesza dwie gminy wiejskie:
- Schuttertal, 3 308 mieszkańców, 50,28 km²
- Seelbach, 5 154 mieszkańców, 29,90 km²